# Wiktor Isakow
Wiktor Fiodorowicz Isakow (ros. Виктор Фёдорович Исаков, ur. 12 grudnia 1932) – radziecki i rosyjski dyplomata.

## Życiorys
W 1956 ukończył Moskiewski Państwowy Instytut Stosunków Międzynarodowych Ministerstwa Spraw Zagranicznych ZSRR, następnie trzykrotnie (1956-1961, 1963-1967 i 1971-1977) był radcą Ambasady ZSRR w USA, a 1977-1978 kierował sektorem Wydziału USA MSZ ZSRR. W latach 1978–1983 był zastępcą kierownika Wydziału USA MSZ ZSRR, 1983-1986 posłem-radcą Ambasady ZSRR w USA, a od 5 września 1986 do 26 sierpnia 1988 ambasadorem nadzwyczajnym i pełnomocnym ZSRR w Brazylii. Od 26 sierpnia 1988 do 1991 był ambasadorem nadzwyczajnym i pełnomocnym ZSRR w Indiach, a od 20 września 1996 do 30 kwietnia 1991 ambasadorem nadzwyczajnym i pełnomocnym Rosji na Malcie, następnie przeszedł na emeryturę.